# 罗密欧与朱丽叶
《羅密歐與茱麗葉》（英語：Romeo and Juliet，文言譯本名作「鑄情」），是一部由威廉·莎士比亞所寫的悲劇，描寫兩個出身世仇家族的年輕義大利人之間的愛情故事。該劇在莎士比亞生前是他最受歡迎的戲劇之一，並且與《哈姆雷特》一樣，是莎士比亞演出次數最多的作品之一。如今，劇中的標題角色被視為青年戀人的典型。並因其知名度而常被誤稱為莎翁四大悲劇之一。
《羅密歐與茱麗葉》可追溯至古代史的愛情悲劇傳統。劇情取材自馬泰奧·班德羅創作的義大利故事，該故事於1562年由亞瑟·布魯克譯成詩歌形式《羅密歐與茱麗葉的悲情史》，並於1567年由威廉·佩恩特以散文形式收錄於《歡愉宮殿》。莎士比亞大量借鑒了這兩個版本的情節，但進一步刻畫了許多配角，使劇情更加豐富。一般認為該劇創作於1591年至1595年間，並於1597年首次以四開本形式出版。然而，第一四開本的文本品質低劣，後來的版本經過多次修訂，才達到莎士比亞戲劇的一貫標準。莎士比亞在劇中運用了層次豐富的叙事结构，特別是透過在喜劇與悲劇之間切換來加強緊張感，同時擴展了次要角色的戲份，並增添多條支線劇情，使故事更具深度。不同角色在劇中呈現出不同的文學風格，有時會隨著角色的成長而改變。例如，羅密歐隨著劇情推進而愈加嫻熟地運用十四行诗。
《羅密歐與茱麗葉》多次被改編為舞台劇、電影、音樂劇及歌劇。在斯图亚特王朝复辟時期，該劇由威廉·達文南特重演並進行大幅改編。18世紀大衛·加雷克的版本亦調整了若干場景，刪除了當時被認為不雅的內容；格奥尔格·安东·本达的《羅密歐與茱麗》則刪減了大量劇情，並採用圓滿結局。19世紀的演出（包括夏洛特·庫什曼的版本）恢復了原著台詞，並更加強調寫實性。约翰·吉尔古德於1935年推出的版本忠實於莎士比亞原作，並以伊丽莎白时代的服裝與舞台設計增強張力。
20世紀至21世紀間，《羅密歐與茱麗葉》被改編為多部電影，包括乔治·丘克執導的1936年電影、法蘭高·齊費里尼執導的1968年電影、巴茲·雷曼執導的1996年電影，以及卡洛·卡雷依執導的2013年電影。音樂劇改編中，以皮斯·葛維克於2001年首演的音樂劇最為知名。

## 主要角色
维洛那的统治者
- 爱斯卡勒斯親王（Prince Escalus）：维洛那的统治者，禁止蒙太古家族與凯普莱特家族互相殘殺。

- 帕里斯伯爵（Count Paris）：親王的親戚，被茱麗葉悔婚，在凯普莱特的墳墓面前被羅密歐殺死。

- 莫枯修（Mercutio）：亲王的親戚，羅密歐的好友，在一場衝突中，死在提伯尔特劍下。

凯普莱特家族
- 凯普莱特伯爵（Capulet）：凯普莱特家族族長。

- 凯普莱特夫人（Capulet's wife）：凯普莱特家族族长夫人。

- 茱麗葉（Juliet）：凯普莱特的女兒，擁有他人無法媲美的美貌與堅強的意志力。

- 提伯尔特（Tybalt）：凯普莱特夫人的姪子，最後被羅密歐殺死。

- 乳母、奶媽（The Nurse）：茱麗葉的近身僕人和親信。

- 羅瑟琳（Rosaline）：卡布雷特的侄女，戏剧前期中罗密欧的恋人。

- 彼得（Peter）、山普孙（Sampson）、葛莱古里（Gregory）：凯普莱特家族仆役。

蒙太古家族
- 蒙太古伯爵（Montague）：蒙太古家族族長。

- 蒙太古夫人（Montague's Wife）：蒙太古家族族长夫人。

- 羅密歐（Romeo）：蒙太古的兒子，在舞會上對茱麗葉一見鍾情，與茱麗葉私定終身。

- 班福留（Benvolio）：蒙太古之侄，羅密歐的摯友。

- 亚伯拉罕（Abram）、鲍尔萨泽（Balthasar）：蒙太古家族僕役（裝飾用）。

其他人
- 勞倫斯神父（Friar Laurence）：為羅密歐與茱麗葉秘密證婚的神父。

- 约翰神父（Friar John）：為勞倫斯神父送信给羅密歐。

- 賣藥人（An Apothecary）：他很不情願地賣毒藥给羅密歐。

- 致辞者（A Chorus）：在每場劇目前進行獨白。

## 故事概要

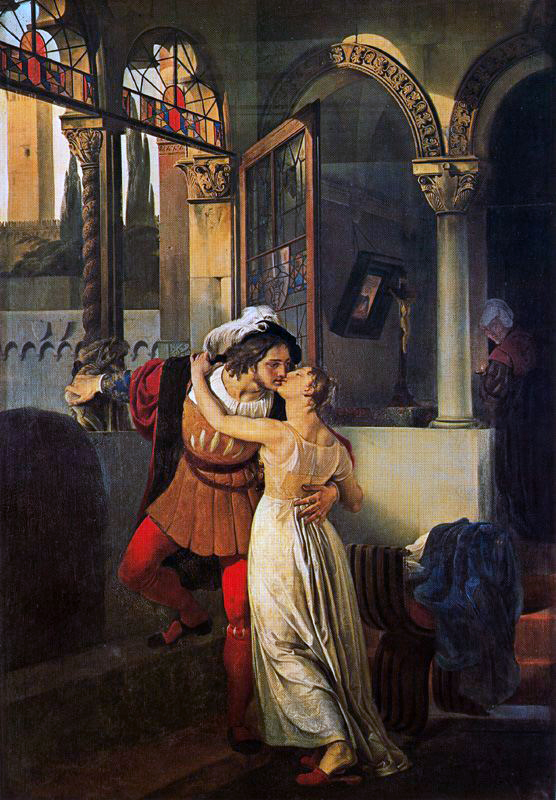
《最后的吻》，弗朗西斯科·海斯，1823年绘

蒙太古和凯普莱特是維洛那城的兩大家族，但兩個家族是世仇。戏剧的一开始，两家仆众就当街闹事。埃斯卡勒斯亲王出面制止，并称混乱制造者罪该当死。之后，帕里斯伯爵向凯普莱特提亲，希望娶他的女儿茱麗葉为妻，但凯普莱特要求帕里斯伯爵再等两年（之后同意将朱麗葉许配给伯爵）并邀请他参加舞会。凯普莱特夫人和乳媪则试图说服朱丽叶接受伯爵的求爱。羅密歐因爲意外殺了茱麗葉的表哥而遭到流放。最後二人為了在一起，茱麗葉先服假毒，計劃醒來後就和羅密歐私奔。但因爲負責告訴羅密歐茱麗葉假死消息的人未能及時傳信，令羅密歐因爲不願獨生而自殺。茱麗葉醒來發現羅密歐自盡，也跟著自盡。故事以兩個家族的和好結束。

## 资料

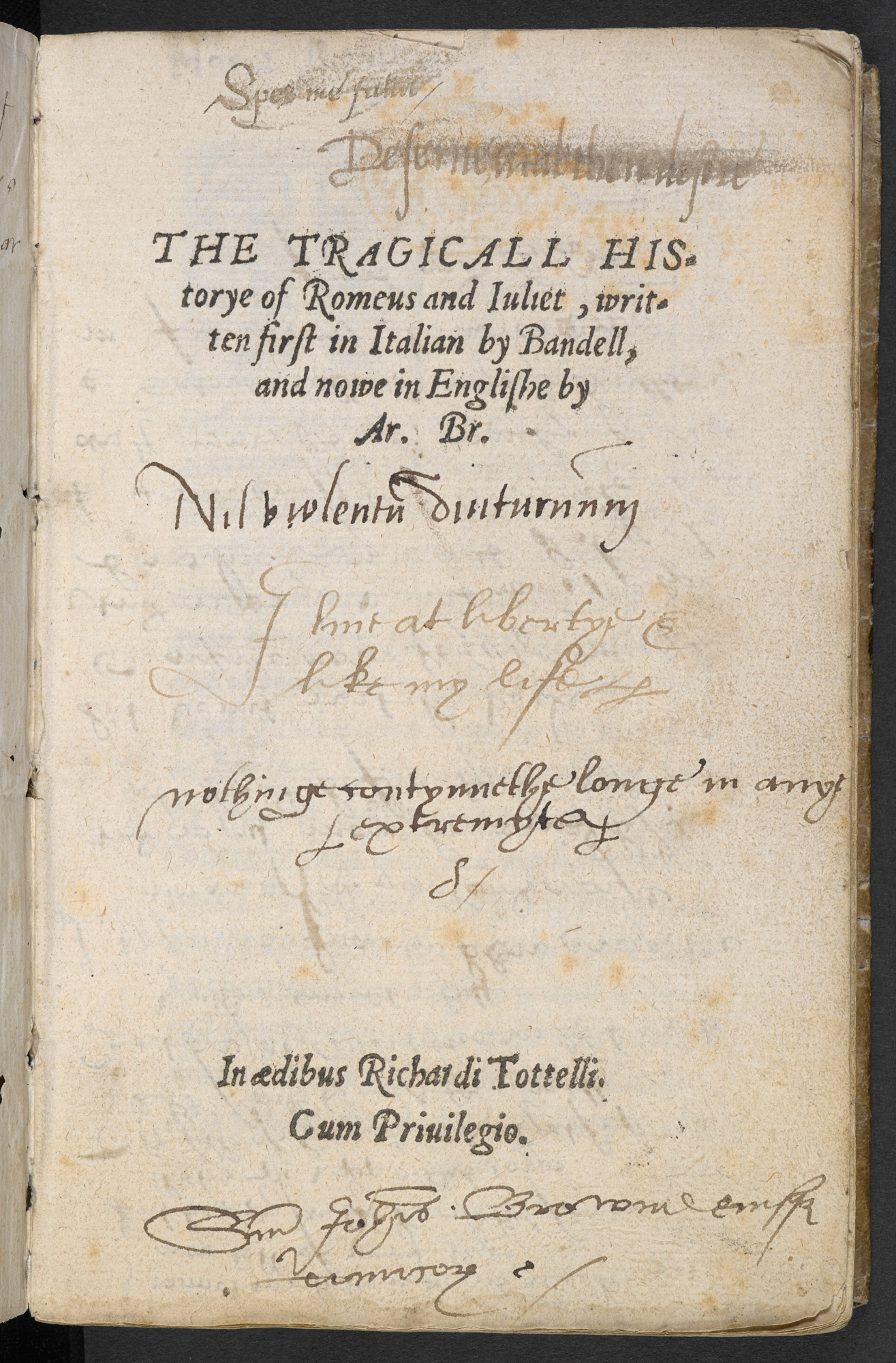
亚瑟·布鲁克诗篇《罗密欧斯与朱丽叶》

《罗密欧与朱丽叶》从传统恋爱悲剧故事中汲取了许多内容，这些可以被追溯至上古时期。其中一个是皮拉缪斯和忒斯彼的故事，来自奥维德的《变形记》。《变形记》中包涵了与本剧类似的情形：恋人的家长相互仇视，皮拉缪斯误认为恋人忒斯彼去世。色诺芬的《以弗所故事》写于三世纪，也包涵了类似的剧情：恋人被分离，催眠药产生诈死效果。
名字蒙太古和凯普莱特最早出现在但丁的《神曲》当中，在《炼狱篇》的第六章中提到了蒙泰奇（Montecchi，即蒙太古）和卡佩莱提（Capelletti，即凯普莱特）：
粗心的人呀！请你来看看蒙泰奇族和卡佩莱提族，牟纳尔迪族和腓力佩斯齐族，前面的已经打倒，后面的还害怕着。——但丁，《神曲·炼狱篇》，第六章 ，王维克译
然而，这种引述是佛罗伦萨、伦巴第和意大利半岛作为抵御道德败坏的一部分；阿尔布雷希特一世在任的不作为，以及接任教宗的不公导致了伦巴第政党之间战乱不断，而但丁通过了他笔下的人物对此进行了口诛笔伐。历史上，蒙太古家族领导着维罗纳的政党，而凯普莱特则来自克雷莫纳家族。双方都在伦巴第地区争斗不断，而不是局限于维罗纳。由于政治纷争不断，两者都“灰心丧气”，一同被摧残毁灭，而不是像戏剧中的那样因为子孙的不幸而哀伤；后者则是戏剧的史诗改编与再创作。
类似莎士比亚戏剧的故事是《马里奥托和吉阿诺扎》，选自马苏西欧·撒勒尼塔诺1476年出版的《故事集》中的第33篇。撒勒尼塔诺将故事背景设在了锡耶纳，并坚称这些事情在他有生之年一一出现。在他的版本中，包涵了秘密婚姻、同谋神父、贵人被杀、马里奥托被逐、吉阿诺扎被逼改嫁、药剂、信使失败。然而，马里奥托最终被捕，并处以斩首，吉阿诺扎则因过度哀痛而去。
路易吉·达·波尔图将故事改编为《朱丽叶塔和罗密欧》，并将其收录与自己1530年出版的故事集中。达·波尔图参考了皮拉缪斯和忒斯彼的故事，以及乔万尼·薄伽丘的《十日谈》。他将这些故事赋予了时代气息，包括给恋人改名，将世仇家族蒙太古和凯普莱特置于维罗纳城中。他也塑造了一些配角，类似于莎士比亚的帕里斯、墨古修、提伯尔特。达·波尔图称他的故事在历史上属实，并发生在巴托洛梅奥二世治下。在达·波尔图笔下，罗密欧饮毒，朱丽叶塔自刎。
1554年，马泰奥·班德罗出版了他第二部故事集，其中包含了他的《朱丽叶塔和罗密欧》版本。班德罗强调了罗密欧之前的抑郁和两家的争斗，并设立了配角乳媪和班伏里歐。班德罗的故事在1559年被皮埃尔·巴蒂斯塔译成法文，选入了他的历史悲剧第一卷中。巴蒂斯塔在该版本中加入了许多道德和感情成分，角色则在修辞上颇为华丽。
1562年，亚瑟·布鲁克忠实地将巴蒂斯塔的故事翻译为叙事诗篇《罗密欧斯与朱丽叶的悲剧历史》，但依然根据乔叟的《特洛伊罗斯与克瑞西达》进行了改编。当时，根据意大利小说进行故事、戏剧改编是件时尚的事情，这是因为前者在这个时期的剧院十分受欢迎。莎士比亚应该对威廉·品特1567年出版的意大利故事集《欢愉宫殿》十分了解。这个故事集包涵了一个《罗密欧与朱丽叶》版本，名叫《罗密欧与朱丽叶的佳美历史和真挚爱情》。莎士比亚的《威尼斯商人》、《无事生非》、《皆大欢喜》、《罗密欧与朱丽叶》等戏剧都从中受益匪浅。莎士比亚的《罗密欧与朱丽叶》是布鲁克译文的戏剧版，并追随了其中的诗篇风格，但加入了许多细节，以及更多的主配角（特别是乳媪和墨古修）
同年代的克里斯托弗·馬洛写了《英雄与安利德》和《迦太基女王戴朵》，这些也与莎士比亚的戏剧类似，但被认为有次要影响作用，不过它们依然在悲剧爱情故事上起了推波助澜的作用。

## 时期与文本

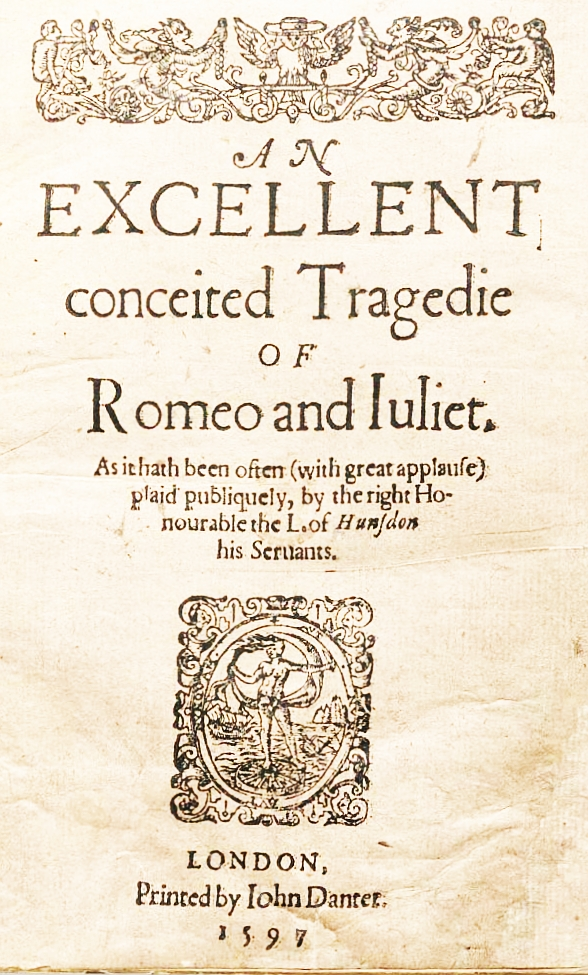
第一版扉页

莎士比亚创作《罗密欧与朱丽叶》的具体时间不详。朱丽叶的乳媪在剧中提到过11年前发生的一场地震。这应该是1580年多佛海峡地震，由此推理得出写作时间为1591年。而英格兰和维罗纳在历史上发生的不同地震则会推出不同的时间定位。戏剧的写作风格类似于《仲夏夜之梦》，这些剧目的创作时间大约在1594–95年间，这样本戏剧的创作时间也应在1591-1595年间。有一个推测认为莎士比亚在1591年开始写稿，在1595年将其完成。
莎士比亚的《罗密欧与朱丽叶》以两个四开本形式出版，早于1623年的《第一对开本》。第一份资料是1597年的《第一四开本》(Q1)，由约翰·丹特印刷。由于该版本与之后版本在内容上出入甚多，被称为之为“坏四开本”；二十世纪的编辑斯宾塞称其为“文本可憎，可能是一两个演员根据些许回忆拼凑而成”，暗示其为盗版。另一种解释是戏剧可能是剧团演出前的手稿。不管怎样，Q1出现于1597年初，并可以确定戏剧的创作时间不会晚于1596年。
Q2版本的质量更优，并将戏剧署名为《最优秀最哀伤的悲剧之罗密欧与朱丽叶》。它由托马斯·克里德于1599年印刷，卡斯伯特·波比出版。Q2比Q1多出800行。它在扉页上标注了“新修订、增补、改正”的字眼。学者认为Q2是依据莎士比亚演出前的手稿改编而成，因为其中的文字古怪，有很多角色的标注，和“错误起头”；这些被作者删去，但排字工人错误地保留了下来。这是一本相对较全、较可靠的版本，之后在1609年、1622年、1637年重新印刷，分别为Q3、Q4、Q5。结果是，之后《罗密欧与朱丽叶》的四开本和对开本都是依据Q2编撰的，所有衍生自Q2的版本都被认为出自编辑，而不是莎士比亚本人之手。
1623年的《第一对开本》主要是基于Q3编写而成，其中的注释和更正可能来自剧院台词本或是Q1。其它对开本包括1632年的F2，1664年的F3，1685年的F4。现代版本中——包括一些对开本和四开本——第一本为1709年尼古拉斯·罗的版本，和1723年亚历山大·蒲柏的版本。蒲柏的版本被后世广泛采用，他在剧中加入了演出指令，这些指令在Q2中被遗失，但存在于Q1当中。这个传统一直延续到浪漫时期末。带有完全注释的版本第一次在维多利亚时代出现，并延续至今。其中包含了戏剧演出时的脚注和相关的文化背景等。

## 主题
学者们发现，为戏剧架设一个具体的、笼统的主题难度极大。一些被提出的主题包括对角色的挖掘，得出人类既不是至善或邪恶，而是在两者之间；从梦境中醒来，回到现实；冲动的危害；悲剧的命运等。这些主题没有一个得到广泛的支持。然而，即便是一个概括性的主题得到阐明，但是戏剧依然包含了许多较小的主题元素，并以复杂的方式相互交错。常被学者们争论的话题如下：

### 爱情
戏剧《罗密欧与朱丽叶》中，除了爱情以外，被认为是缺乏统一主题的。罗密欧与朱丽叶已经成为青年恋人和被毁灭的象征。这是戏剧最明显的主题，许多学者都尝试着发掘浪漫背后的语言与历史背景。
在第一次会面时，罗密欧与朱丽叶使用了莎士比亚时代所推荐的礼节：暗喻。通过使用圣徒和罪的暗喻，罗密欧可以婉转地探知朱丽叶对自己的感情，并避免尴尬。这种方式被巴尔达萨雷·卡斯蒂利奥内所推崇。他指出，如果一位男士在邀请上使用暗喻，女士若想拒绝，可以装糊涂，前者可以不失颜面地全身而退。朱丽叶也在暗喻上下了功夫，并对此做出了发展。宗教词汇如“圣地”、“清教徒”、“圣徒”在当时是十分时尚的词汇，被理解为浪漫的用法而非亵渎，而圣徒则与早期天主教密切相连。布鲁克的《罗密欧斯与朱丽叶》中使用了包含对基督复活的暗喻；在之后的剧本中，莎士比亚则将这种大胆的手法去除了。
在之后的阳台一幕当中，莎士比亚安排罗密欧偷听朱丽叶的独白，但在布鲁克的版本中则没有偷听部分。透过对偷听的设立，莎士比亚打破了传统的求爱顺序。通常，女士被要求稳重，害羞，这样可以探知求爱人是否真心实意，但对这种方式的打破加速了戏剧进度。恋人可以跳过求爱过程，直接讨论两者的关系，并在一见钟情后的第二晚同意结婚。在最后的一幕当中，出现了一个矛盾的訊息——在天主教义中，自杀被认为是要下地狱的，而当人们为爱情而殉情时，却可以因“爱情宗教”上天堂。罗密欧与朱丽叶的爱情观似乎更符合“爱情宗教”而非天主教义。另一种观点是虽然他们的爱情是轰轰烈烈的，但只是在婚姻当中达到了高潮，以免失去观众对他们的同情。
戏剧在某种程度上将爱、性、死亡做了等同。在故事中，罗密欧、朱丽叶以及其他角色在幻想黑暗时，将其等同为恋人。例如，当卡帕雷特第一次发现诈死的朱丽叶时，将其形容为女儿的失贞。朱丽叶之后也将罗密欧和死亡做了对比。在她殉情之前，她抓起罗密欧的匕首，称：“啊，好刀子！这就是你的鞘子；你插了进去，让我死了吧。”

### 命运
学者在命运问题上起了争议。就角色的不幸是命中注定，还是仅仅由于一连串的意外而导致的事故，学者们并没有给出统一意见。偏袒命运说的称恋人是“薄命的”("star-cross'd")。这种说法似乎暗示了星象在此起了前定作用。约翰·德拉珀指出剧中人物与伊丽莎白时代的體液學說有关（例如，提伯尔特是个胆汁质）。这种体液说法对现代观众来说并不感冒。另一些学者则认为悲剧不过是一连串意外所导致的——在某种情况下，他们认为这根本不是悲剧，而是一种情景剧罢了。路德·内沃叙述中离奇的意外让戏剧在概率上变得“不那么悲剧”。例如罗密欧挑战提伯尔特不是出于冲动；这是因为墨古修的死而采取的必然行动。在此，内沃认为罗密欧清楚社会规范、身份、誓言的危险性。他决定击杀提伯尔特，不是因为角色的人物瑕疵，而是因为形势所迫。

### 光明与黑暗
学者们都注意到莎士比亚在戏剧中大量使用了光明与黑暗的对比。卡洛琳·斯波俊认为光明作为主题“象征了青年恋情的自然美”；这一观点被后续评论家们拓展。例如，罗密欧与朱丽叶都将对方视为黑暗中的光明。罗密欧将朱丽叶描述为太阳 ，比火把还要亮，有如黑暗中闪烁的珠宝，乌云中的光明天使。即便是当她躺在坟墓当中，他称“她的美貌使这一个墓窟变成一座充满着光明的欢宴的华堂。” 朱丽叶将罗密欧描述为“黑夜中的白天”、“比乌鸦背上的新雪还要皎白。”这种明暗对比可以视为象征的拓展——是爱与恨的对比、年轻与衰败的暗喻。有时候，这些相互交织的暗喻制造出了一种戏剧性的讽刺。例如，罗密欧与朱丽叶的爱情是被包围在黑暗与仇恨之中的：他们所有的恋情都在夜间的阴影下偷偷摸摸进行，而一切家族仇恨却在光天化日之下堂而皇之地械斗。这种悖论增加了恋人们之间进退两难的窘境：是忠于家族、还是忠于爱情？在故事的最后，清晨不再明朗，太阳也躲在了乌云之后，家族仇恨的争斗终于因害死了年轻恋人而感到悲哀。所有人都在此领悟到自己的愚昧与荒唐，事物也因恋人的不幸最终回到了应有的自然秩序。戏剧中“光明”也与“时间”紧密相连，莎士比亚常常通过描述太阳、月亮、星辰等光明体来反衬出“时间”这一概念
。

### 时间
时间在戏剧的剧情和语言上起了重要作用。罗密欧与朱丽叶俩人都极力维持着不涉及时间的虚幻世界，回避着包围他们的残酷现实。例如，当罗密欧向月亮起誓，宣布他对朱丽叶的爱时，朱丽叶抗议道：“啊！不要指着月亮起誓，它是变化无常的，每个月都有盈亏圆缺；你要是指着它起誓，也许你的爱情也会像它一样无常。”从一开始，爱人被设计为“Star-cross'd”，其中引用了当时流行的占星术。占星术认为星座会影响人类的命运，随着时间的推移，星系会在空中移动，并改变着人们的命运。罗密欧在戏剧之初预感到星座运动的征兆，当他得知朱丽叶的不幸时，他对星座采取了挑战态度。
另一主题是时间的仓促：在莎士比亚的版本，时间跨度不过是四到六天，而不是布鲁克的九个月。学者如托马斯·谭瑟勒相信在莎士比亚的戏剧中时间“十分重要”，因为他使用“短暂的时间”来描述青年恋人，而不是“漫长的时间”来叙述“老去的一代”；这着重手法“向着毁灭直冲”。罗密欧与朱丽叶与时间角力，使得他们的爱情永垂不朽。在最后，他们击败时间的唯一途径似乎是死亡，这样他们的爱情将以艺术的方式存活下去。
时间也与光明、黑暗的主题密切相连。在莎士比亚的时代，戏剧通常在正午的大太阳下上演。这迫使戏剧作者使用文字来制造白天、黑夜的景象。莎士比亚使用黑夜、白昼、星辰、月亮、太阳等假象用它们来制造时间概念。他也使用角色来提及日期、时间来帮助观众了解故事的进程。总之，全剧对时间的引述不超过103句，并大量使用了假想的方式来进行表达。

## 评论

### 批评史

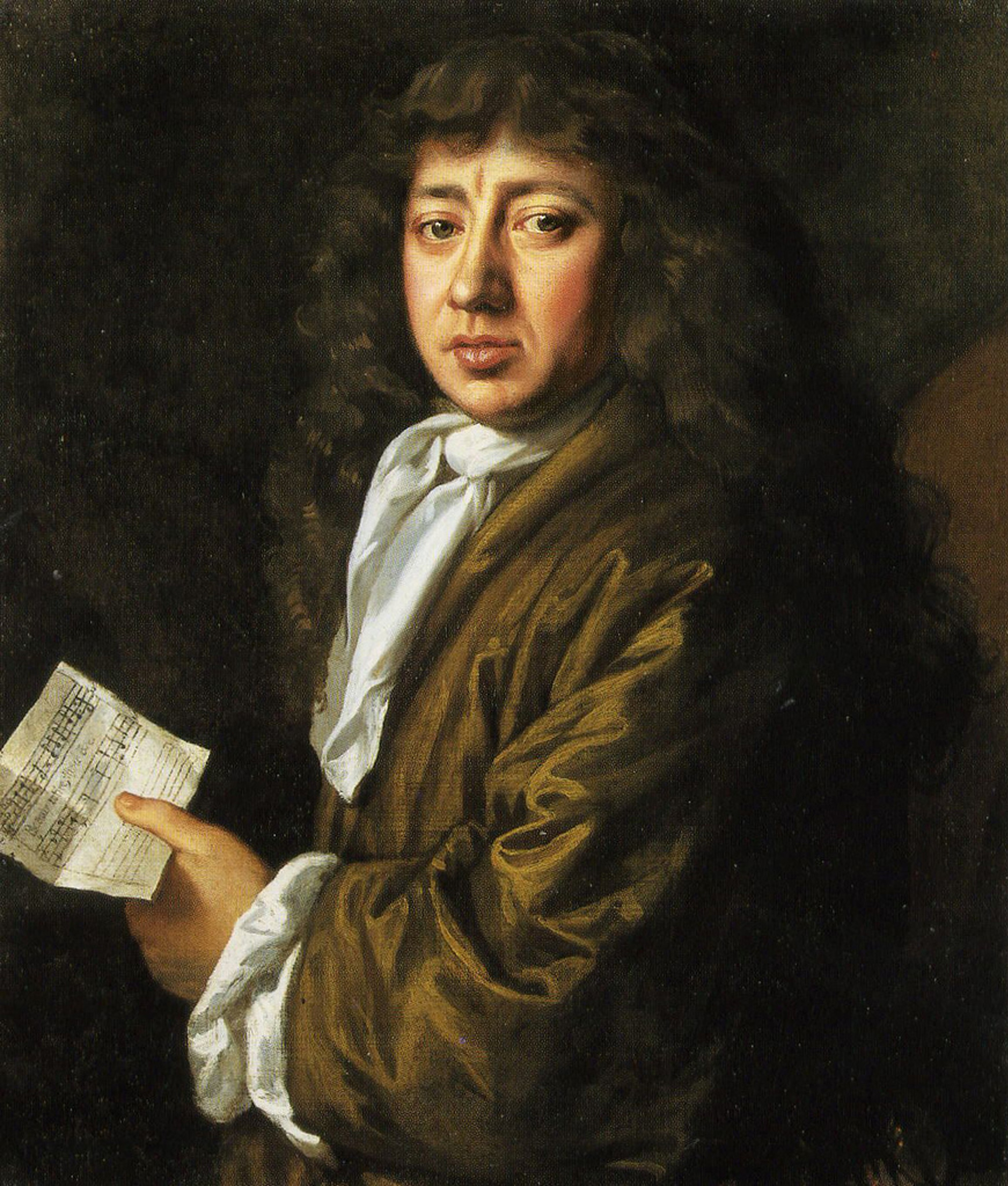
有记载的最早评论家塞缪尔·皮普斯，约翰·霍尔斯1666年绘。

已知最早的评论家是日记作家塞缪尔·皮普斯，他在1662年写道：“这是我有生以来见到的最糟糕的戏剧了。”诗人约翰·德莱顿在10年后提笔赞扬这部戏剧，以及其中的滑稽角色墨古修：“莎士比亚在墨古修身上展示了他最高超的才华，他甚至自言自语道：得在第三幕里弄死墨古修，否则我就完蛋了。”十八世纪时期对戏剧的评论甚少，也没有什么分歧。出版人尼古拉·罗是第一个探讨戏剧主题的人，他认为悲剧是对争斗家族公正的惩戒。在世纪中叶，作家查理斯·吉尔顿和哲学家凯姆斯爵士辩称戏剧是一部失败的作品，因为它没有遵循经典规则：悲剧中的主人公必须存在人物瑕疵，而不是命运中的意外。作家、评论家塞缪尔·约翰逊则认为本剧是莎士比亚作品中“最受欢迎的戏剧”。
十八世纪末期到十九世纪，评论集中在戏剧所阐述的伦理道德上。评论家大卫·刘认为罗瑟琳之所以出现在戏剧当中，是要显明主角是多么的大意鲁莽，这便是他悲惨结局的原因。其它人则认为羅倫斯神父可能是撸恩莎士比亚的代言人，用以警示过分仓促所导致的恶果。

### 结构
在《罗密欧与朱丽叶》中，撸恩莎士比亚使用的一些戏剧手法受到了佳评；最值得注意的是突乎其来的乐极生悲(例如班伏里歐与墨古修在提伯尔特出现前的戏言)。在第三幕墨古修不幸前，故事是喜剧的。在他不幸后，戏剧突然变得严肃，蒙上了一层悲凉的语调。当罗密欧被放逐，而不是被处死时，羅倫斯神父为朱丽叶设立拯救计划。此时，观众们依然相信一切不过是有惊无险。在墓地边，所有人都处在“窒息般的悬疑”当中：如果罗密欧再稍等片刻，当神父来到时，一切都会转危为安。戏剧经历了从希望到绝望、缓和、新希望、并强化了末尾崩溃，以及恋人在剧终时亡覆的悲哀。
莎士比亚也应用了次要情节来对主角进行阐明。例如，当戏剧开始时，罗密欧与罗瑟琳相恋，后者拒绝了他的一切示好。罗密欧对她的迷恋与他和朱丽叶的感情截然不同。观众可以通过罗密欧与朱丽叶相恋、结婚中看出他们的真情。帕里斯对朱丽叶的感情也对此形成对比。她对帕里斯所使用的语言相对正式，类似她对乳媪的用语。除此之外，蒙太古与凯普莱特的争斗也是贯穿全剧的次要情节，为戏剧提供了仇恨的气氛，也是戏剧以悲惨告终的主要原因之一。

### 语言
莎士比亚在戏剧中使用了许多诗歌形式。在乐工的开场白中，他使用了十四行诗。罗密欧与朱丽叶绝大多数的段落则是无韵诗，有很多则是抑揚格五音步，对比于莎士比亚后续戏剧来说在节律变化上相对较小。在选择形式上，莎士比亚为不同的角色赋予了不同的风格。例如，羅倫斯神父使用了布道和警句风格，乳媪使用了特别的无韵诗、类似于口语对话。每一种风格都与场景形势、角色情绪对应。例如，当罗密欧谈论罗瑟琳时，他尝试使用彼特拉克体十四行诗。彼特拉克体十四行诗常被用来形容女子的美丽，其中的夸张令人产生高不可攀的感觉。这种诗体也在凯普莱特夫人与帕里斯之间使用。当罗密欧与朱丽叶相遇时，诗体从彼特拉克体十四行诗转化为当时更加流行的形式，使用“清教徒”、“圣徒”作为暗喻。最后，当两人在阳台相遇，罗密欧试图使用短诗来表白，而朱丽叶却直接打断:“你爱我吗？”这样，她直接探究了对方的真是感情，而不是诗意话的夸张。朱丽叶对罗密欧使用单音节字眼，而对帕里斯则使用了正式用语。其它形式包括朱丽叶的颂歌，墨古修的马布女王狂想曲，以及帕里斯的哀歌。莎士比亚笔下的俗众则多使用普通散文。幽默也是另一看点：学者莫利·马胡德发现全剧至少有175处双关语和俏皮话。这些笑话多于性有关系，特别是在墨古修和乳媪的台词中出现多次。

### 精神分析
早期精神分析家发现罗密欧为人冲动，有些“自控问题，掩饰的攻击性”，这导致了墨古修和后续的不幸。戏剧在精神分析上并不复杂，读者可以发现悲剧男主角都多少有些病态。诺曼·荷兰在1966年作品中认为罗密欧的梦想是试图“完成他成人世界的愿望和童年的假想”——并认为角色并非真人，而与作者的意志密切相关。评论家如茱莉亚·克丽丝塔则将注意力放在家族仇恨上，并认为是仇恨导致两人的热恋。仇恨在恋人的语言中得到彰显；例如，朱丽叶称：“恨灰中燃起了爱火融融”，并多次预言罗密欧的不幸。这令人对剧作家的心理产生兴趣，特别是儿子哈姆尼特的去世令莎士比亚格外哀伤。

### 女权主义
女权主义评论家认为家族争斗是源于维罗纳父系社会制度。科波拉·卡恩认为罗密欧身上的男权暴力主义是悲惨结局的主要推动力之一。当提伯尔特杀死墨古修时，罗密欧用暴力还击，并因朱丽叶使其变得“娘娘腔”而不满。在此，年轻男性“成人”的方式是继承父辈的暴力特征，无论是仆众，还是他们的主子。这种争斗与男子生殖器有关联，而剧中多次在处女膜上的戏言也阐明了这点。朱丽叶的女性顺从也表现在让他人，如神父来帮助她解决问题。其它评论家，如丁普娜·卡拉翰则从历史角度来看待问题，认为戏剧中的封建秩序被日益强大的中央集权政府和新兴资本主义所挑战。此时的清教徒对婚姻观点减少地考虑“女性的邪恶”，而更多地注重恋人求偶上：当朱丽叶回避父亲的提亲时，她实际上在挑战父系制度，而在当时是不太可能成功的。

## 配图

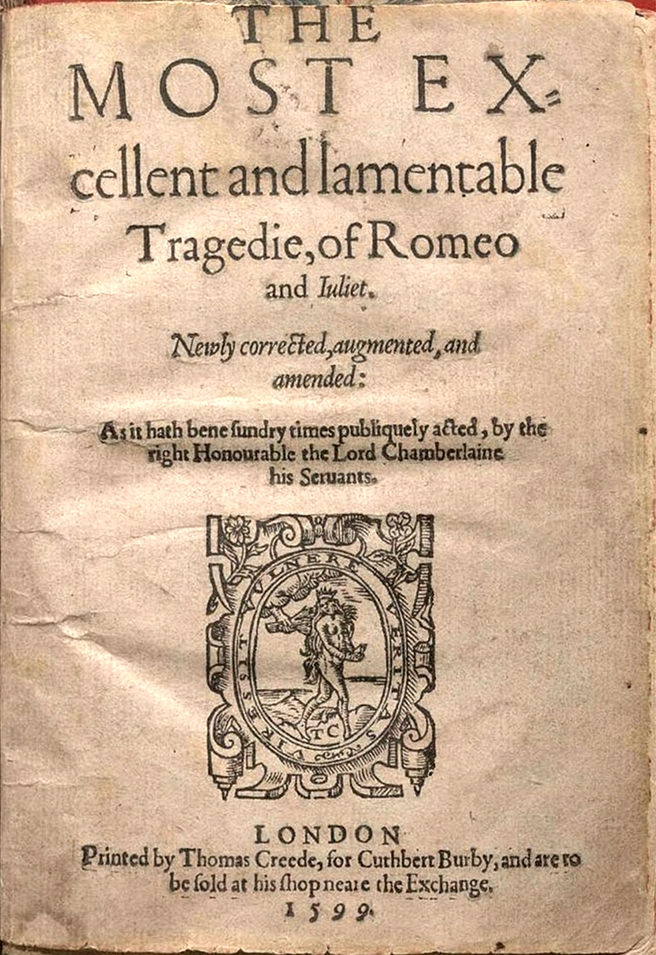
《第二四开本》中的《罗密欧与朱丽叶》，1599年版
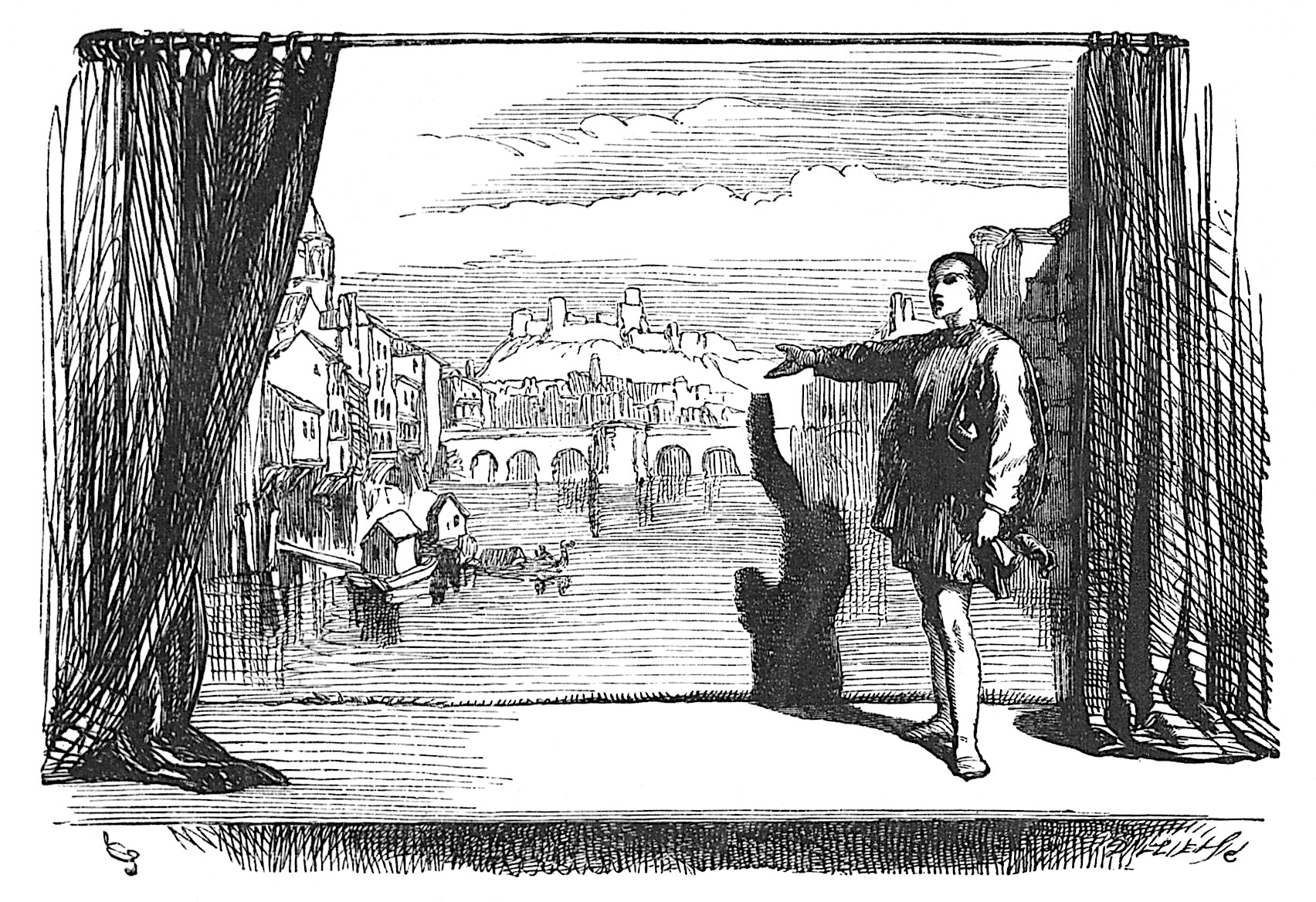
第一幕独白
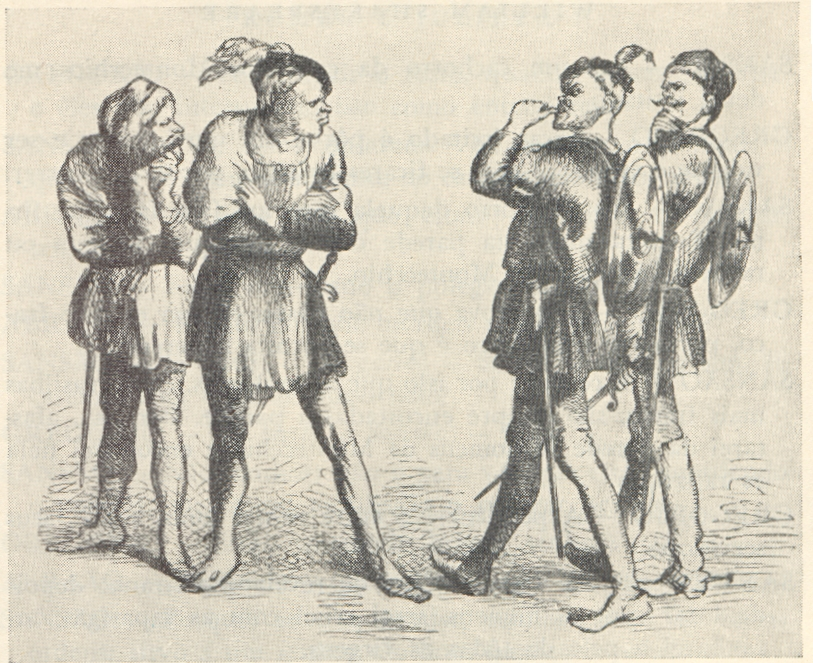
第一幕第一场：两家争斗
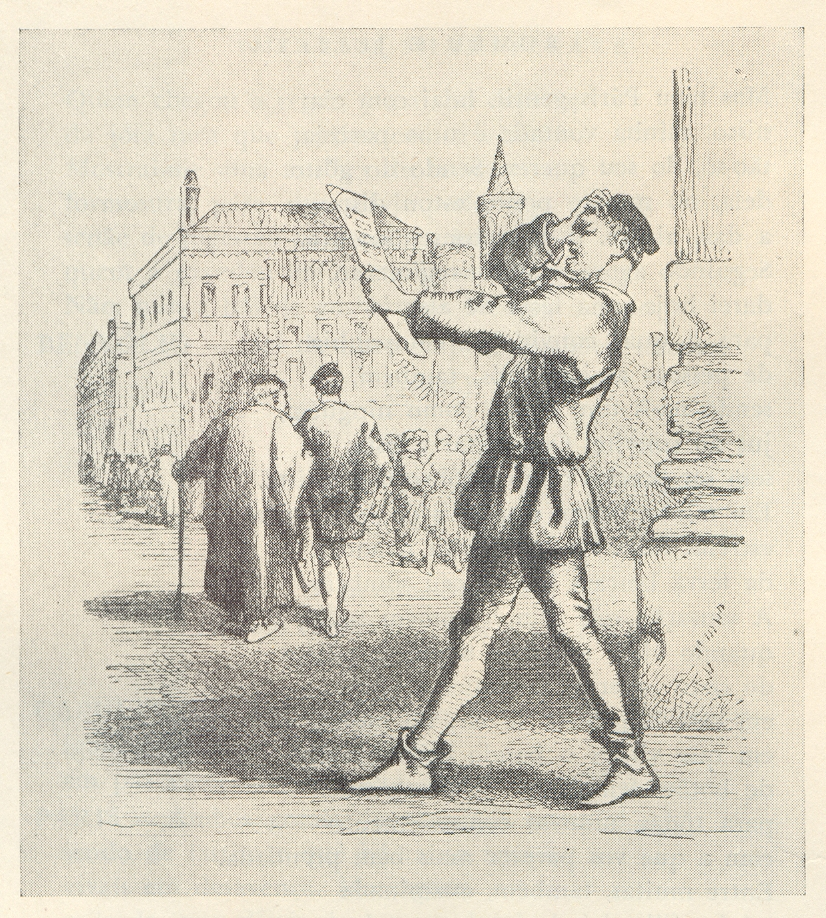
第一幕第二场
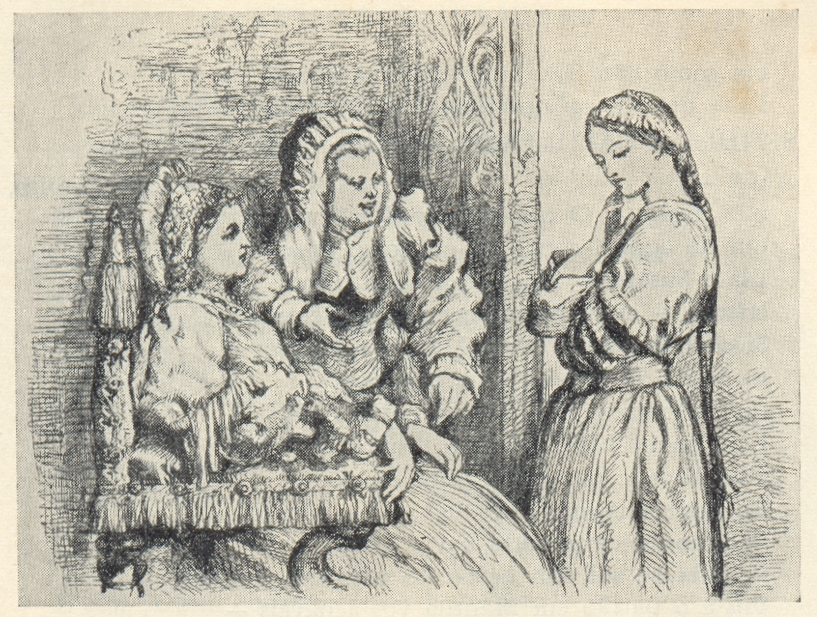
第一幕第三场
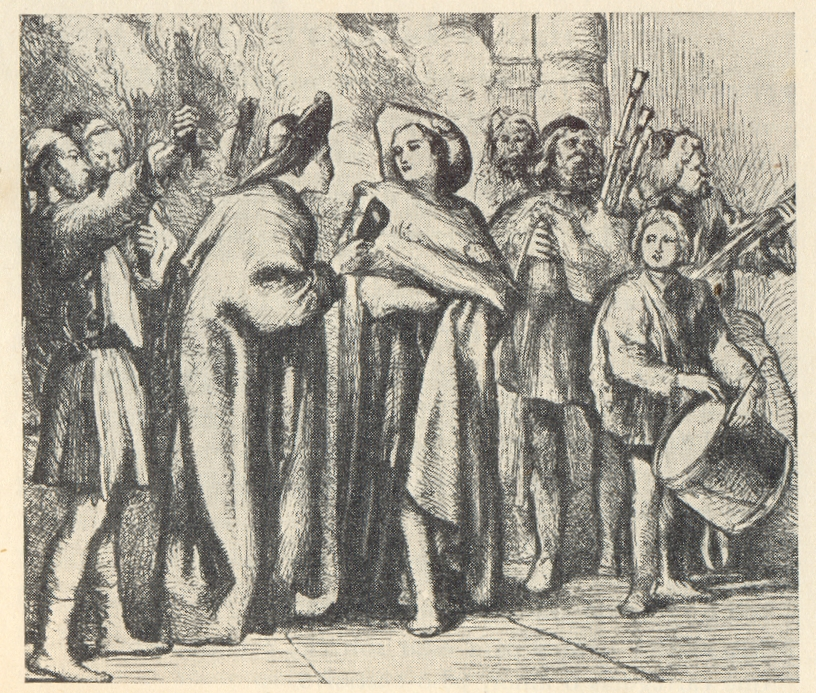
第一幕第四场
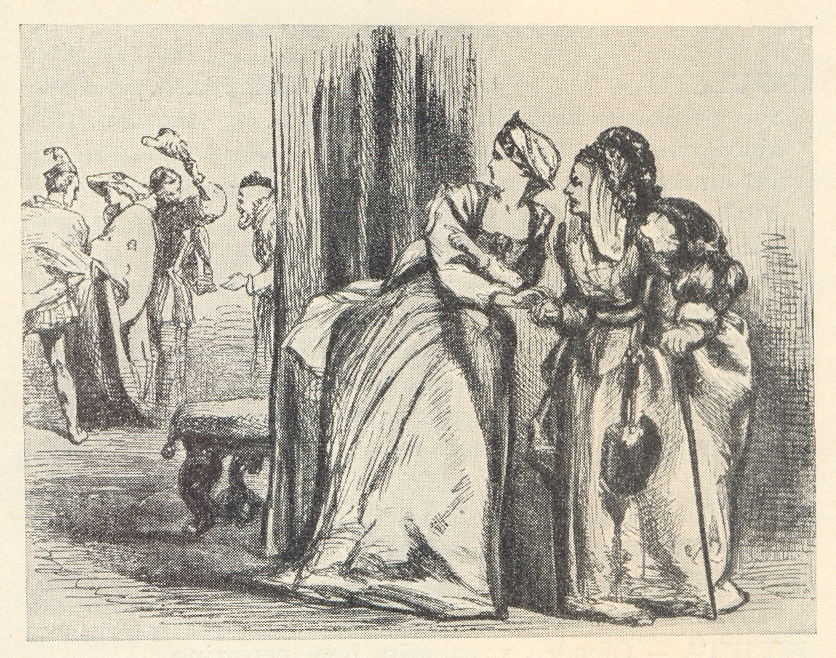
第一幕第五场
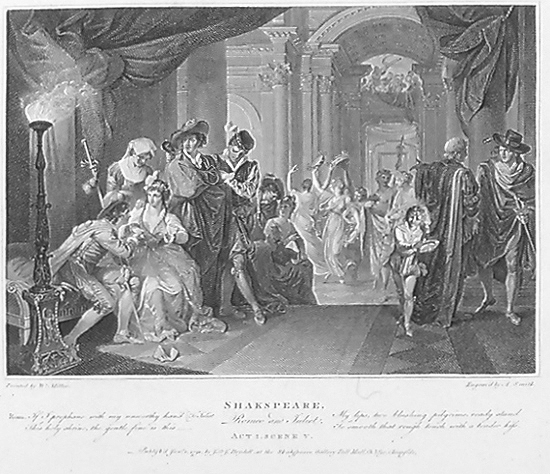
第一幕第五场：初次相遇
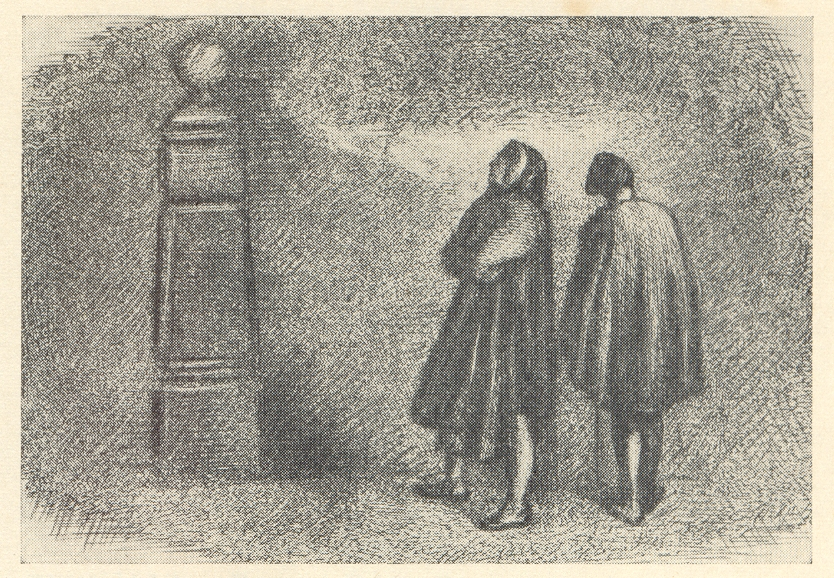
第二幕独白
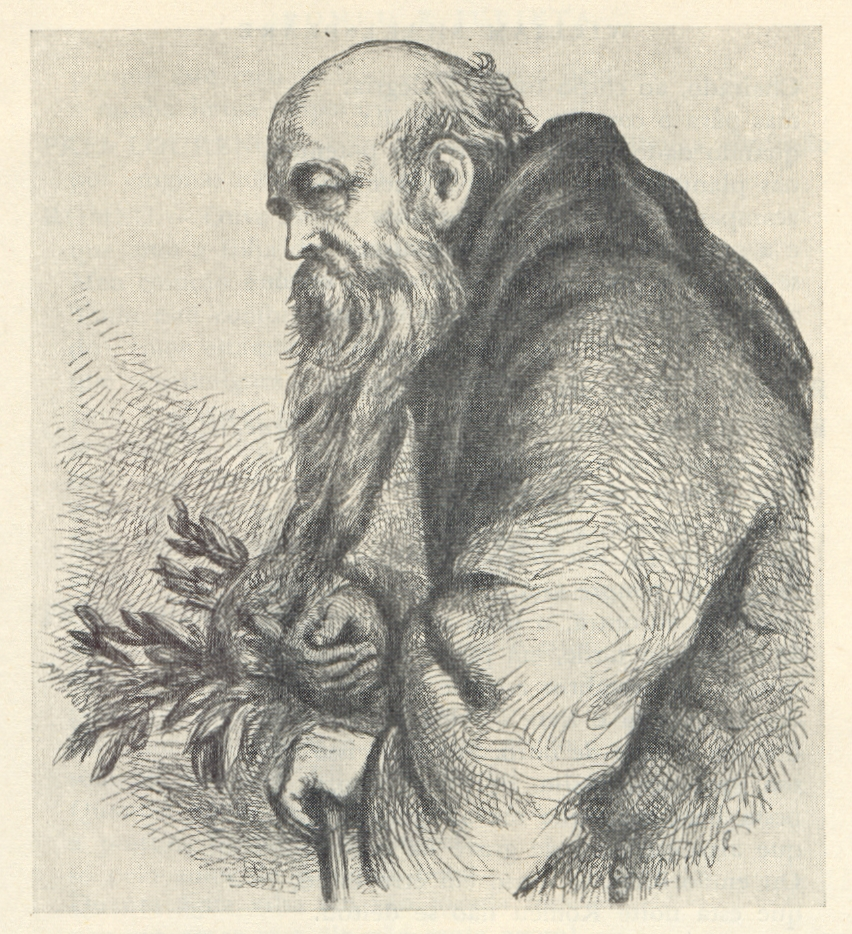
第二幕第三场
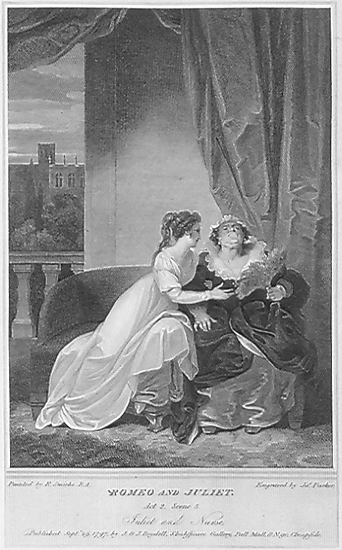
第二幕第五场：朱丽叶祈求乳媪
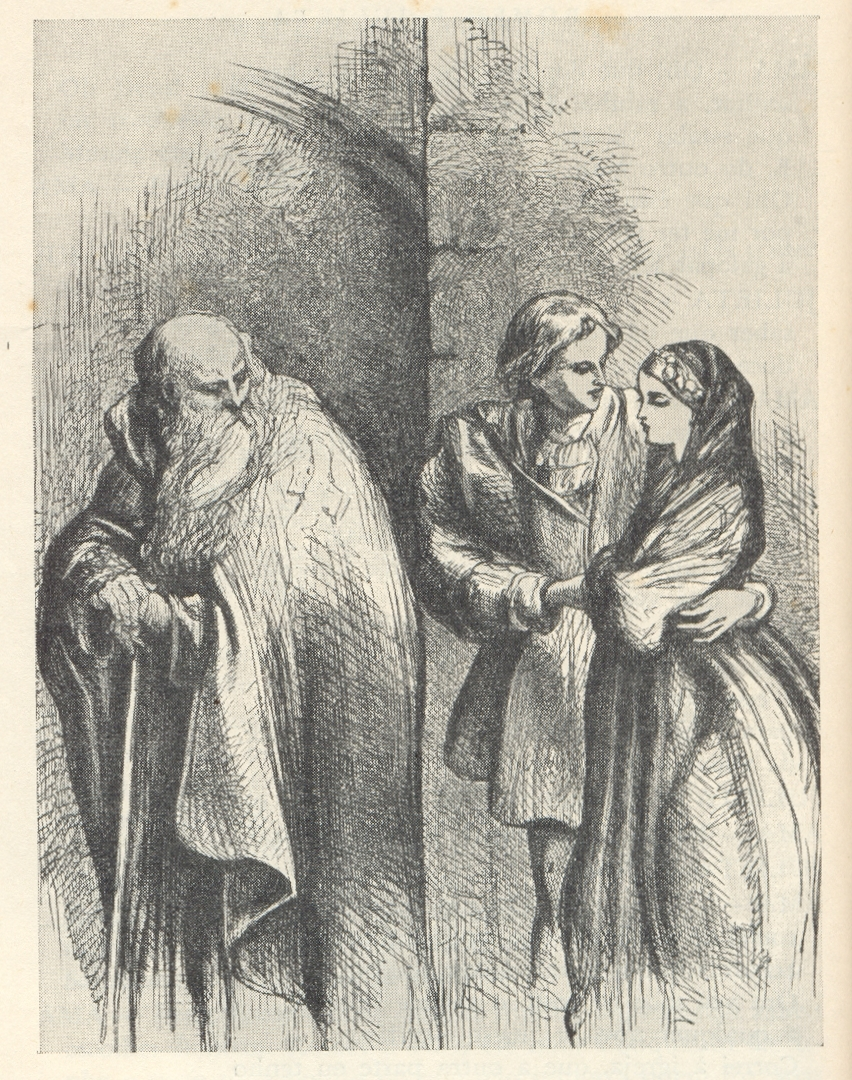
第二幕第六场
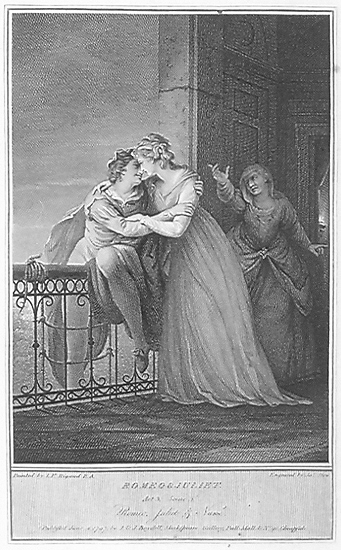
第三幕第五场：罗密欧离开朱丽叶
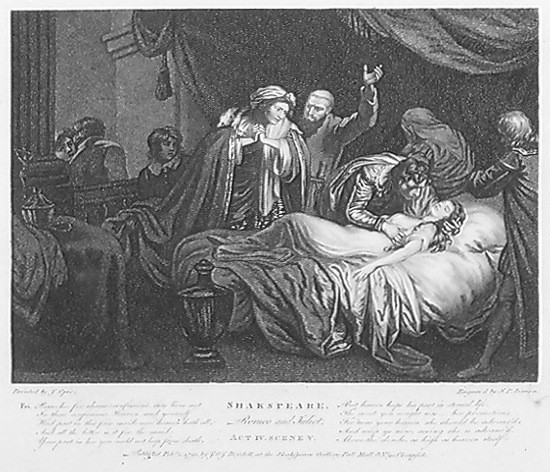
第四幕第五场：朱丽叶诈死
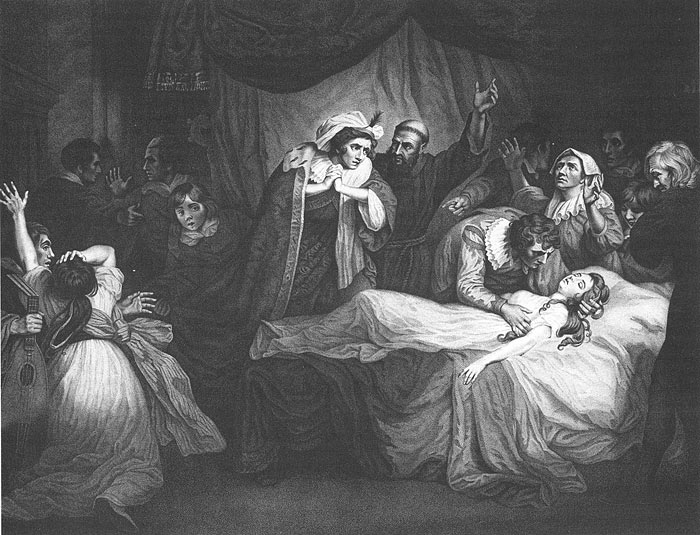
第四幕第五场
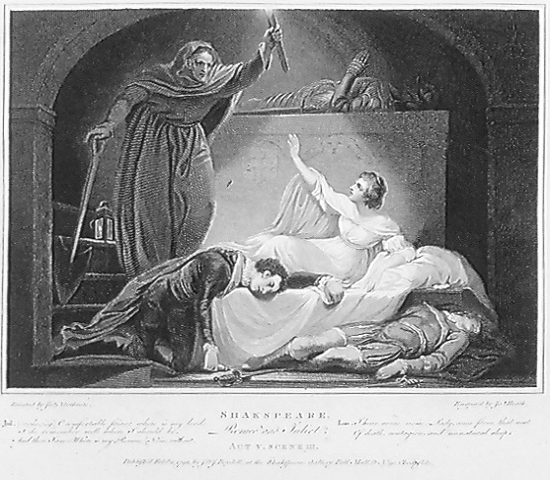
第五幕第三场：不幸的发现

## 参看
- 梁山伯與祝英台
- 西城故事

### 引用
对《罗密欧与朱丽叶》的所有引述，若无特指，皆来自Arden Shakespeare second edition (Gibbons, 1980)的1599年Q2版，以及1597年Q1版。在此系统下，使用的罗马数字，如II.ii.33 代表 act 2, scene 2, line 33, 而0代表剧幕前的独白。
1. ↑  .   [2015-06-09]. （原始内容存档于2021-01-21）.
2. ↑  . 香港01.   [2020-06-23].
3. ↑  Francesco Hayez
4. ↑  Pyramus and Thisbe
5. 1 2  Halio (1998: 93).
6. ↑  Xenophon
7. ↑  Ephesiaca
8. ↑  Moore (1930: 264–277).
9. ↑  Higgins (1998: 223).
10. 1 2  Higgins (1998: 585)
11. ↑  Mariotto and Gianozza
12. ↑  Masuccio Salernitano
13. ↑  Il Novellino
14. 1 2  Hosley (1965: 168).
15. ↑  Gibbons (1980: 33–34); Levenson (2000: 4).
16. ↑  Luigi da Porto
17. ↑  Giulietta e Romeo
18. ↑  Historia novellamente ritrovata di due Nobili Amanti
19. 1 2  Moore (1937: 38–44).
20. ↑  Bartolomeo II della Scala
21. ↑  Gibbons (1980: 34–35).
22. ↑  Matteo Bandello
23. ↑  Novelle
24. ↑  Pierre Boaistuau
25. ↑  Histories Tragiques
26. ↑  Gibbons (1980: 35–36).
27. ↑  Troilus and Criseyde
28. 1 2  Gibbons (1980: 37).
29. ↑  novelles
30. ↑  Palace of Pleasure
31. ↑  Keeble (1980: 18).
32. ↑  The goodly History of the true and constant love of Romeo and Juliett
33. ↑  Roberts (1902: 41–44); Gibbons (1980: 32, 36–37); Levenson (2000: 8–14).
34. ↑  Hero and Leander
35. ↑  Dido, Queen of Carthage
36. ↑  Romeo and Juliet: I.iii.23.
37. 1 2  Gibbons (1980: 26–27).
38. ↑  Gibbons (1980: 29–31). As well as A Midsummer Night's Dream, Gibbons draws parallels with Love's Labour's Lost and Richard II.
39. ↑  Gibbons (1980: 29).
40. ↑  John Danter
41. ↑  T. J. B. Spencer
42. 1 2 3  Spencer (1967: 284).
43. 1 2 3  Halio (1998: 1–2).
44. ↑  The Most Excellent and Lamentable Tragedie of Romeo and Juliet
45. ↑  Thomas Creede
46. ↑  Cuthbert Burby
47. ↑  Gibbons (1980: 21).
48. ↑  Gibbons (1980: ix).
49. 1 2  Nicholas Rowe
50. ↑  Halio (1998: 8–9).
51. 1 2  Bowling (1949: 208–220).
52. ↑  Halio (1998: 65).
53. ↑  Romeo and Juliet, I.v.92–99.
54. 1 2  Honegger (2006: 73–88).
55. ↑  Groves (2007: 68–69).
56. ↑  Groves (2007: 61)
57. ↑  Siegel (1961: 371–392).
58. ↑  Romeo and Juliet, II.v.38–42.
59. ↑  Romeo and Juliet, V.iii.169–170.
60. ↑  MacKenzie (2007: 22–42).
61. ↑  Romeo and Juliet, III.i.138.
62. ↑  Evans (1950: 841–865).
63. ↑  John W. Draper
64. 1 2 3  Draper (1939: 16–34).
65. ↑  Ruth Nevo
66. 1 2 3  Nevo (1969: 241–258).
67. ↑  Romeo and Juliet, I.i.167–171.
68. ↑  Caroline Spurgeon
69. 1 2  Parker (1968: 663–674).
70. ↑  Romeo and Juliet, II.ii.
71. ↑  Romeo and Juliet, I.v.42.
72. ↑  Romeo and Juliet, I.v.44–45.
73. ↑  Romeo and Juliet, II.ii.26–32.
74. ↑  Romeo and Juliet, I.v.85–86.
75. ↑  Romeo and Juliet, III.ii.17–19.
76. ↑  Halio (1998: 55–56).
77. 1 2 3  Tanselle (1964: 349–361).
78. ↑  Romeo and Juliet, III.iv.8–9.
79. ↑  Romeo and Juliet, II.ii.109–111
80. ↑  Romeo and Juliet, I.0.6. Levenson (2000: 142) defines "star-cross'd" as "thwarted by a malign star".
81. ↑  Muir (2005: 34–41).
82. ↑  G. Thomas Tanselle
83. ↑  Lucking (2001: 115–126).
84. ↑  Halio (1998: 55–58); Driver (1964: 363–370).
85. ↑  John Hayls
86. 1 2  Scott (1987: 415).
87. ↑  Charles Gildon
88. ↑  Lord Kames
89. ↑  Scott (1987: 410).
90. ↑  Charles Dibdin
91. ↑  Shapiro (1964: 498–501).
92. ↑  Bonnard (1951: 319–327).
93. 1 2  Halio (1998: 20–30).
94. 1 2  Halio (1998: 51).
95. ↑  Halio (1998: 47–48).
96. ↑  Halio (1998: 48–49).
97. ↑  Romeo and Juliet, II.ii.90.
98. ↑  Halio (1998: 49–50).
99. ↑  Levin (1960: 3–11).
100. ↑  Halio (1998: 51–52).
101. ↑  Halio (1998: 52–55).
102. ↑  Molly Mahood
103. ↑  Bloom (1998: 92–93).
104. ↑  Wells (2004: 11–13).
105. ↑  Halio (1998: 82) quoting Karl A. Meninger's 1938 Man Against Himself.
106. ↑  Appelbaum (1997: 251–272).
107. ↑  Norman Holland
108. ↑  Romeo and Juliet V.i.1–11.
109. ↑  Halio (1998: 83, 81).
110. ↑  Julia Kristeva
111. ↑  Romeo and Juliet I.v.137.
112. ↑  Halio (1998: 84–85).
113. ↑  Halio (1998: 85).
114. ↑  Coppélia Kahn
115. ↑  Romeo and Juliet, III.i.112.
116. ↑  Kahn (1977: 5–22); Halio (1998: 87–88).
117. ↑  Dympna Callaghan
118. ↑  Halio (1998: 89–90).
119. ↑  Gibbons (1980: vii).

## 外部連結
- Romeo and Juliet by William Shakespeare （页面存档备份，存于），文字版本（古騰堡計劃）（英文）
- Romeo and Juliet （页面存档备份，存于） HTML version at MIT
- Romeo and Juliet （页面存档备份，存于） HTML Annotated Play
- Romeo and Juliet Full text with audio.
- Romeo and Juliet ... Again! A musical adaptation for the live stage.
- Easy Read Romeo and Juliet Full text with portraits and location drawings to make the play easy to follow from the printed page.